# Kaj Jensen (bokser)
 Der er flere personer med dette navn, se Kaj Jensen.
Kaj Jensen (født 17. december 1894 – død 2. november 1958) var en dansk professionel bokser. 
Han debuterede som professionel den 2. juni 1933 i København mod den tidligere tyske mester og EM-udfordrer i letvægt Paul Czirson, der med 97 professionelle kampe var for stor en mundfuld for Kaj Jensen, der tabte debutkampen. Næste kamp var den 8. september 1933 i København mod den regerende tyske letvægtsmester Willy Seisler, der også slog Kaj Jensen. I den tredje kamp den 24. november 1933 i København  ventede endnu en tysker, Richard Stegemann, som Kaj Jensen dog opnåede uafgjort mod. Kaj Jensen opgav herefter karrieren med en rekordliste på én uafgjort og to nederlag. Alle kampe gik tiden ud.